# 陳秋霞
陳秋霞（英語：Chelsia Chan Chau Ha，1957年11月12日—），出生於英屬香港，香港女歌手及演員。

## 背景
陳秋霞早年在香港九龍城區近太子道西一帶及觀塘花園大廈燕子樓長大，家有一姊一兄。小學成績不俗，中學時健康轉差，故成績稍遜。8歲起學習鋼琴，13歲教授他人，15歲具職業水準，並通過英國皇家音樂學院八級鋼琴演奏優選。音樂以外，陳秋霞小時好打籃球，亦喜歡看足球。她在1962年畢業於聖三一堂幼稚園（現名聖三一堂曾肇添幼稚園）上午校，1968年畢業於九龍塘宣道小學（與作家鄧小宙為同屆同學），1973年畢業於民生書院（同屆同學有李卓人和港島民生書院前校長張百康）。1974年參加商台的主辦的公開歌唱比賽得歐西歌組季軍, 受到著名樂隊經理人梁柏濤賞識,多次讓她客串演出當紅樂隊溫拿的表演。1975年9月中六畢業那年以自己創作的「Dark Side of Your Mind」獲得流行歌曲創作比賽作曲與演唱冠軍，歌曲合寫人Pato Leung就是現今的金牌經理人梁柏濤。陳秋霞後來參加電視節目《節奏》，梁柏濤正式簽約成為她的經理人。她又代表香港赴日本參加世界流行歌曲創作比賽，從此成為著名唱作歌手。
入行初期，陳秋霞曾在《歡樂今宵》獻唱。直至梁接洽了一份電影合約，而台灣導演宋存壽發掘了她的表演天分，便於1976年在香港演出了根據自己的故事改編拍攝而成、出道以來第一部參演的電影《秋霞》，結果她獲得第14屆金馬獎的最佳女主角，創下了影齡最短的影后紀錄，更在往後時間專注在台灣發展個人事業。奪得金馬獎前的數個月內，她正在日本發展，為時4個月。奪獎後決定選擇台灣市場作為工作方向，繼續於當地及日本推出唱片。從1976年到1980年間，她一共在銀幕上演出了10多部電影，影片類型單一，除了客串演出《古寧頭大戰》外，其餘均屬一般時裝文藝片。陳秋霞於2000年代學習書法及參展香港的「中國畫·畫中國」，並參與多項社會公益活動。2006年正式復出，分別於七月與十一月發行韓國版"Flying our dreams"與台灣版「放飛夢想」創作專輯。2008年與丈夫投資發展夢幻之都影城。2015年起為韓國中央日報撰寫專欄，分享藝術創作。

## 個人生活
1981年，陳秋霞嫁給了商人鍾廷森為妻，鍾廷森現為馬來西亞金獅機構的董事主席。在結婚之後，事業如日中天的陳秋霞選擇退出演藝圈，並移居馬來西亞，家庭生活平靜。陳的姨甥鄺祖德是歌手，曾推出過2張唱片；姐夫鄺君能於70至80年代曾加入無綫電視及麗的電視當藝員。其娛樂圈中好友名人計有成龍、溫拿五虎、黃霑等。

## 唱片

### 大碟
- 1975年 《Dark side of your mind》（英語）【寶麗多 2427006】[8] [9]
- 1976年 《秋霞 Chelsia my love》（國語/英語）【寶麗多 2427009】
- 1976年 《秋霞 Chelsia my love》（國語/英語）【歌林 KL1098】
- 1977年 《溫馨在我心》（國語/英語）【歌林 KL1115】
- 1977年 《蝴蝶夢》（國語/英語）【歌林 KL1122】
- 1977年 《Because of you》（粵語/英語）【寶麗多 2427011】
- 1978年 《Queen of hearts》（英語）【寶麗多 2427018】
- 1978年 《第二道彩虹》（國語/粵語）【寶麗多 2427313】
- 1978年 《第二道彩虹》（國語/英語）【歌林 KL1131】
- 1978年 《第二道彩虹》（華語/粵語）(星馬版)【寶麗多 2427313】
- 1978年 《Mind Wave》（日語）【Philips S-7038】
- 1978年 《煙波江上‧你不要走》（國語/英語）【歌林 KL1154】
- 1979年 《一個女工的故事》（國語/英語）【歌林 KL1167】
- 1979年 《一個女工的故事》（華語）(星馬版)【寶麗多 2427570】
- 1979年 《心聲》（粵語）【寶麗多 2427325】
- 1979年 《秋霞創作輯》（國語）【歌林 KL1172】
- 1979年 《秋霞創作輯》（華語）(星馬版)【寶麗多 2427575】
- 1980年 《陳秋霞之歌》（粵語）【寶麗多 2427326】
- 1980年 《珍惜好年華》（粵語）【寶麗多 2427339】
- 1980年 《秋霞創作輯 2》（國語）【歌林 KL1192】
- 1980年 《一聲祝福》（華語）(星馬版)【寶麗多 2427592】
- 1981年 《寒梅‧謠言》（國語/粵語）【歌林 KL1212】
- 1981年 《山花朵朵》（華語）(星馬版)【寶麗多 2427346】
- 1981年 《我的歌集》（國語）【寶麗金 2918107M】
- 2006年 《Fly Our Dreams》（粵語/國語/英語/韓語）【EMI】
- 2006年 《放飛夢想》（粵語/國語/英語）【EMI】

### 細碟
- 1975年《Our Last Song Together》 b/w 《Where Are You》【Philips 6002 006】
- 1975年 《Little Bird》 b/w 《Are You Still Mad At Me》【Polydor 2076 014】
- 1975年 《Dark Side of Your Mind》 b/w 《I Will Follow Him》 Chelsia Chan 【Polydor 2076 015】
- 1975年 《Pocketful of Music》 b/w 《I Only Wanna Be With You》 Chelsia Chan  【Polydor 2076 016】
- 1976年 《秋霞 (生命之光)》 電影《秋霞》主題曲 b/w 《偶然》（國語）【Polydor 2076 018】
- 1977年 《蝴蝶夢》 香港無線電視劇《殺手、神槍、蝴蝶夢》主題曲（粵語）【Philips 6002 018】
- 1977年 《インスピレーション(Inspiration)》 b/w 《太陽と私》（日語）【Philips FS-2056】
- 1977(8?)年 《ロンロングッバイ(Long Long Goodbye)》 b/w 《心がわり》（日語）【Philips FS-2073】
- 1978年 《チャイニーズ・ドール(Chinese Doll)》 b/w 《私の港》（日語）【Philips FS-2079】
- 1978年 《Heartbeat》 b/w 《Lover's Serenade》 Chelsia Chan 【Polydor 2076 027】

### 雜錦大碟
- 1975年 《點解手牽手》 Let's Rock 大家樂 【Philips 6380004】
- 1975年 《Our Last Song Together》、《Where Are You？》、《Gold Medley》 100% In Gold 【寶麗多 2488 284】
- 1976年 《點解手牽手》、《Pocketful Of Music》 Gold Into '76 【寶麗多 2427 008】
- 1977年 《One Tin Soldier》、《Gold Into '77 Medley》、《Long Long Time》 Gold Into '77 【寶麗多 2427 010】
- 1977年 《蝴蝶夢》 多多寶麗多 Summer Special 【寶麗多 2427 013】
- 1977年 《Angel Of The Morning》、《One Summer Night》 Pop Folk '77 【寶麗多 2488 645】
- 1978年 《青少年天地》 RTHK Golden Jubilee 香港電台金禧紀念 【RTHK 香港電台 50】
- 1979年 《點解手牽手》、《Our Last Song Together》 雄霸樂壇寶麗金77-79 【寶麗多 POLG 101】
- 1980年 《罌粟花》 79-80寶麗金金唱片特輯 【寶麗金 2427 301】
- 1981年 《還不想見他》 PolyGram 10th 寶麗金十週年特輯 【寶麗金 2427 340】
- 1981年 《憶童年》 寶麗金1980中文金曲龍虎榜 【寶麗金 2427 345】
- 1981年 《明月秋心》 80-81寶麗金金唱片特輯 【寶麗金 2427 352】
- 1981年 《柳岸風光》 寶麗金日曲中詞精選盤 【寶麗金 2427 361】

## 演出作品

### 電影
| 年份   | 電影名                                     | 地區 | 角色   |
| 1976年 | 《秋霞》Chelsia My Love                    | 香港 | 李秋霞 |
| 1978年 | 《煙波江上》Love on a Foggy River          | 台灣 |        |
| 1978年 | 《你不要走》                               | 台灣 | 丁佩蘭 |
| 1979年 | 《第二道彩虹》Rainbow in My Heart          | 香港 | 自己   |
| 1979年 | 《結婚三級跳》                             | 台灣 |        |
| 1979年 | 《一個女工的故事》Fly with Love            | 台灣 | 陳靜美 |
| 1979年 | 《悲之秋》A Sorrowful Wedding              | 台灣 | 曉芬   |
| 1980年 | 《雁兒歸》Flying Home                      | 台灣 |        |
| 1980年 | 《一對傻鳥》(港名:戀愛反斗星) Poor Chasers | 台灣 |        |
| 1980年 | 《古寧頭大戰》                             | 台灣 |        |

### 電視
| 年份   | 劇名                                          | 地區    | 角色 |
| 1975年 | 《群星譜之同一屋簷下》 （页面存档备份，存于） | 香港TVB | 阿霞 |

## 獎項
| 年份   | 頒獎典禮            | 獎項               | 作品           | 角色   | 結果 |
| ------ | ------------------- | ------------------ | -------------- | ------ | ---- |
| 1977年 | 第14屆金馬獎        | 最佳女主角         | 《秋霞》       | 李秋霞 | 獲獎 |
| 1983年 | 第2屆香港電影金像獎 | 最佳原創電影歌曲獎 | 《俏皮女學生》 |        | 獲獎 |

## 外部連結
- Chelsia Chan Hong Kong Web Site  陳秋霞香港網站 （页面存档备份，存于）
- 陳秋霞的Facebook專頁
- 陳秋霞在互联网电影资料库（IMDb）上的資料（英文）
- 在AllMovie上陳秋霞的頁面（英文）
- 陳秋霞在香港影庫上的簡介
- 陳秋霞在豆瓣上的资料（简体中文）
- 陳秋霞在时光网上的簡介（简体中文）